# Festuca rubra subsp. pruinosa
Festuca rubra subsp. pruinosa é uma subespécie de planta com flor pertencente à família Poaceae. 
A autoridade científica da subespécie é (Hack.) Piper, tendo sido publicada em Contributions from the United States National Herbarium 10(1): 22. 1906.

## Portugal
Trata-se de uma subespécie presente no território português, nomeadamente em Portugal Continental.
Em termos de naturalidade é nativa da região atrás indicada.

## Protecção
Não se encontra protegida por legislação portuguesa ou da Comunidade Europeia.